# Castia gilos

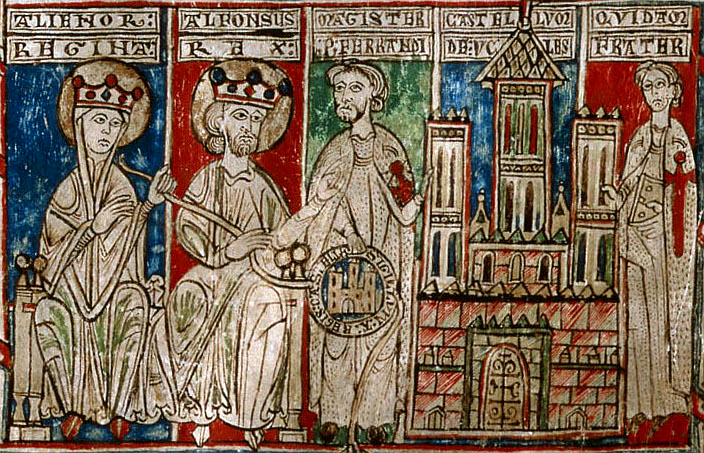
Cour d'Alphonse VIII de Castille

Castia gilos (littéralement « Jaloux châtié ») est une nova occitane du XIIIe siècle du troubadour catalan Raimon Vidal de Besalú. Elle donne justement son nom au topos du castia gilos auquel appartiennent le Roman de Flamenca e Las novas del papagay.
La seule version connue est la manuscrit R qui se compose de 450 vers octosyllabes.

## Résumé
À la cour du roi Alphonse VIII de Castille, arrive un jongleur qui demande le silence afin de pouvoir conter la nova du Castia gilos arrivée à la cour d'un vassal aragonais du nom d'Alphonse de Barbastre. Done Elvira, son épouse, est courtisée par un gentilhomme e vassal Bascol de Cortada ; mais, sage et fidèle, elle se refuse à le dénoncer afin de ne pas faire perdre un vassal à son mari. Cependant, un lausengier accepte de parier sur sa propre vie que si Alphonse part en guerre, Bascol ne le suivra pas afin de pouvoir jouir des charmes de Done Elvira. Alphonse accepte le défi, appelle Bascol à le rejoindre et, effectivement, ce dernier prétexte une maladie pour ne pas s'y rendre. Alphonse fait mine de partir et va rejoindre Elvira en se faisant passer pour Bascol. Elvira s'en rend compte, le frappe, et l'enferme en faisant mine de croire qu'il s'agit de Bascol. Furieuse, elle en profite pour se soumettre aux désirs de Bascol avant d'appeler ses gents afin qu'ils châtient Alphonse. Effrayé, ce dernier fuit par la fenêtre avant d'être pris et d'avoir à confesser son erreur et de devoir s'excuser auprès d'Elvira et de Bascol.